# Криворівня
Криворі́вня — село в Україні, у Верховинській селищній громаді Верховинського району Івано-Франківської області, на Гуцульщині.

## Географія
На південному заході від села річка Суха впадає у Бережницю, ліву притоку Чорного Черемоша.

## Походження назви
Існує кілька версій походження назви села Криворівня.
Перша з них свідчить про те, що першим жителем села був чоловік із прізвищем Кривий. Але жив він на рівнині, тож коли комусь треба було навідатися до нього, то говорилося, що йдуть до Кривого на рівню. Звідси, згідно з першою теорією, і походить назва села.
Згідно з іншою версією, назва походить від звивистих берегів гірської річки Чорний Черемош. На місці, де сьогодні розташоване село, річка тече то кривіше, то рівніше, тож, можливо, саме через це гуцули назвали своє село Криворівнею.
Третю версію тлумачення назви, більш художню, запропонував письменник Іван Драч. Мовляв, коли в людини в житті щось пішло криво, то в цьому селі воно вирівняється.

## Історія

### Перші згадки
Перша письмова згадка про Криворівню датується 1719 роком. Цілком імовірно, що село засноване значно раніше, адже сучасну криворівнянську церкву перенесли з присілка Заріччя на теперішнє місце в 1719 році. В Йосифінській метриці за 1787 рік зазначено, що в селі немає орних земель, лише при хатах малі ділянки, де вирощують городину до страви. В той час панському дворові належало 95 моргів сіножатей та 5287 моргів лісу. Селяни ж мали 1987 моргів сіножатей та 738 моргів неужитків.

### Опришківський рух
Селяни Криворівні брали участь у боротьбі з гнобителями, зокрема в опришківському русі, очолюваному народним месником Олексою Довбушем. Він не раз відвідував Криворівню. За однією з численних легенд, що збереглися й донині, Довбуш саме в Криворівні познайомився з Дзвінкою, яка прийшла на храм з Космача. Як свідчать документальні джерела, останній раз Довбуш відвідав Криворівню 1745 року. Зустріч з побратимами відбулася у В. Процюка та Т. Хацюка, де опришки пробули три дні, розробляючи плани літніх походів.
Після загибелі Довбуша у Криворівні діяли опришки загону Василя Баюрака (1751 рік), а в 1756—1758 рр.— повстанці, очолювані Іваном Бойчуком і місцевим жителем Іваном Бощуком. Відгомін боротьби опришківства був відчутний і в XIX ст. У 1818 році ватажок опришків Глонка напав із своїм загоном на криворівнянського посесора Гожевського.

### Під правлінням Відня

#### Володіння землею
1857 року в селі проживало 1759 чоловік. Поміщики Пшибиловські володіли 3560 моргами лісів і пасовищ, а всій громаді належало лише 1911 моргів. Не маючи змоги розрахуватися з податками, селяни часто позичали гроші в кредитних установах, у лихварів. За позичку їм доводилося сплачувати великі проценти. Селянин І. Мокан, заборгувавши у лихваря, змушений був віддати всю землю на погашення позички. Так позбувся землі й Н. Г. Шинкарук.

#### Зайнятість населення та художні промисли
На рубежі XIX—XX ст. ст. населення Криворівні в основному займалося тваринництвом, вирубкою і сплавом лісу по Черемошу, народними промислами, а майстри-будівельники виїжджали на заробітки аж на Поділля та в інші місця Подністров'я.
Відомими токарями були М. Готич, О. Іванчук, теслярами — Харуки, П. Ф. Потяк, І. Зеленчук, різьбярами — А. Дячук-Дереюк, Іван та Василь Якіб'юки. Різноманітні вироби з латуні виготовляли Василь, Іван та Лука Харуки. Василь Якіб'юк спочатку займався мосяжництвом, пізніше — різьбярством. У 1894 році на етнографічній виставці у Львові він одержав бронзову медаль. Своєрідним стилем, оригінальністю відзначалися його твори, представлені на виставці українських митців у Львові 1905 року. Нині ці роботи зберігаються у Львівському музеї етнографії та художнього промислу. Кращими з них є тарілки, шкатулки, пляшки. Митець прикрашав свої вироби «чистою» різьбою з незначним застосуванням інкрустації деревом, бісером та металом. У творчому пошуку В. Якіб'юк вперше використав у народній скульптурі та різьбі по дереву образ народного месника Олекси Довбуша. А. Дячук-Дереюк займався барельєфною різьбою, В. Потяк оздоблював свої вироби орнаментом, виконаним технікою художнього випалювання в поєднанні з площинною різьбою.

#### Населення та епідемії
У 1880 році в Криворівні була 481 хата, де проживало 1833 чоловіка, з них 1744 українці, 17 поляків, 72 євреї. Епідемії холери, чуми, тифу вражали дітей і доросле населення. Ще й досі в селі згадують страшну епідемію чуми в середині XIX ст., від якої вимерло чи не більше половини селян Криворівні. Єдиний на весь округ лікар у селі Жабйому Яків Невестюк практично не міг подати медичну допомогу навіть хворим дітям, які майже всі вмирали від скарлатини та черевного тифу.

#### Культурна та політична сфера
До XIX ст. в селі не було ніяких культурно-освітніх закладів. Існувало кілька корчем і церква. При церкві з 1850 року діяла парафіяльна школа, пізніше реорганізована в державну однокласну. Та не всі діти могли вчитися. У 1889 році з 189 дітей до школи ходила 71 дитина. Понад 90 % гуцулів були неписьменними.
На початку XX ст. в Криворівні пожвавлюється громадсько-політичний та культурно-освітній рух завдяки перебуванню тут І. Я. Франка та інших видатних діячів культури. З ініціативи вчителя, громадського діяча й етнографа Л. В. Гарматія, який працював у Криворівні в 1898—1900 рр., у селі було засновано читальню. Педагог навчав грамоти не тільки гуцульську дітвору, а й заохочував до читання дорослих. Але читальню закрили, і лише в 1903 році вона відновила свою діяльність. Через три роки читальня мала 108 членів. Її очолив громадський діяч села, прихильник І. Франка — О. Волинський. Читальня влаштовувала лекції, концерти, популяризувала серед населення книги на економічно-агрономічні та суспільно-політичні теми, твори українських письменників. Активну діяльність у селі розгорнув місцевий комітет радикальної партії.
20 січня 1906 року в Криворівні на вічі, де були присутні 500 селян, промовці вимагали запровадити загальне безпосереднє таємне виборче право. Селяни Криворівні підтримували інтелігенцію в боротьбі за створення українського університету. У лютому 1908 року під час виборів до сейму вони голосували за кандидата радикальної партії Ю. Й. Соломійчука, але через те, що місцева влада позбавила права голосу окремих селян та фальсифікувала результати виборів, прогресивні діячі не були обрані. І. Франко радив написати протест. На вічі, скликаному з цього приводу, виступили І. Франко, В. Гнатюк, Г. Хоткевич, які допомогли селянам скласти резолюцію з протестом проти рішення властей. Резолюцію підписало 20 селян, і В. Гнатюк надіслав її до Відня.

#### Перебування відомих людей
Священник села приймав у Криворівні у 1900 році митрополита Андрея Шептицького. Мешкав тоді ще єпископ Андрей Шептицький у «сонячній хаті», що збереглася донині на пагорбі, вище храму. Тоді ж митрополит написав свою працю «До моїх любих гуцулів» і був першим з єпископів, хто використав народний гуцульський діалект у спілкуванні з вірними. «Памнітайте в'одно: то, то, шо Вам дєдя тай неня лишили, то маєте своїм по смерті лишити. Тай тиму за життя мусите цего маєтку боронити тай нічко з него ни змарнувати», — писав Митрополит.
Також у селі влітку у «літній оселі» проживав Михайло Грушевський, полюбляли відпочивати видатні українці XIX-ХХ століть, тому тут діє ще кілька музеїв.
І. Франко та український фольклорист і етнограф В. Гнатюк жили в селі майже щоліта з 1900 по 1914 рік. Село, де, за словами І. Франка, «менше шуму, грому, біганини» і яке напувало душу «спокоєм, тихою красою», сподобалось письменникові, і він обрав його для відпочинку. І. Франко спочатку мешкав у старого гуцула Проця Мітчука, а з 1906 року — у В. Якіб'юка, народного лікаря й різьбяра.
У Криворівні І. Франко написав поему «Терен у нозі», присвятивши її своїй знайомій з цього села — 3. Бурачинській, автобіографічне оповідання «У кузні», повість «Великий шум», оповідання «Як Юра Шикманюк брив Черемош», вірші в альбом О. Маркович, «У безсонну ніченьку» та ін. Написав статтю «З Галичини», готував наступні випуски «Універсальної бібліотеки», перекладав поезії Шевченка німецькою мовою, писав публіцистичні статті для преси й наукові розвідки, записував приповідки, оповідання (особливо про Довбуша), пісні, бував на Писанім камені, де залишив свій підпис. Кілька цікавих оповідань записав І. Франко від 3. Бурачинської, яка добре знала побут і фольклор гуцулів. Ці оповідання письменник частково використав у своїх художніх творах.
21 липня 1901 року, проїздом на лікування в Буркут, у Криворівні зупинялася Леся Українка. На присілку Заріччя відбулася зустріч поетеси з І. Франком і В. Гнатюком.
На запрошення В. Гнатюка до Криворівні 31 липня 1910 року приїхав М. Коцюбинський. Письменник жив у хаті М. Мойсейчука. Наступного року М. Коцюбинський побував у селі ще раз. У листі до своєї дружини він писав про поїздки в села Зелене, Голови, де бачив оригінальний похоронний обряд, а у вчителя Л. Гарматія взяв багатий матеріал про життя гуцулів. Гуцульщина справила на письменника незабутнє враження. Повернувшись з Карпат, письменник написав повість «Тіні забутих предків».
Під впливом розповідей про Гуцульщину в 1912 році Криворівню відвідали разом з М. Коцюбинським художник М. Жук, перекладач його творів російською мовою М. Могилянський, поет О. Олесь (О. І. Кандиба), який присвятив гуцулам книгу віршів «На зелених горах» і драматичну поему «Ніч на полонині».
У 1906—1912 рр. у Криворівні у селянина П. Потяка жив Гнат Мартинович Хоткевич — український письменник, артист і мистецтвознавець. Помітивши артистичні здібності селян, Г. Хоткевич створив 1910 року в сусідньому селі Красноїлові самодіяльний Гуцульський театр, для якого написав чотири п'єси. Лише в 1910— 1911 рр. Гуцульський театр побував у 62 містах Галичини.
Перебуваючи у селі Криворівні, Гнат Хоткевич написав повість «Камінна душа», історичну повість «Довбуш», п'єси «Довбуш», «Гуцульський рік», «Непросте», «Практикований жовнір». У творах, що ввійшли до збірок «Гуцульські оповідання», «Гірські акварелі», письменник відобразив величну красу карпатської природи, життя, боротьбу, заповітні мрії гуцулів.
На запрошення Хоткевича в 1909 році під час гастрольної поїздки за кордон Криворівню відвідали видатні діячі російського театру К. Станіславський, В. Немирович-Данченко, Л. Суляржицький. Вони були зачаровані красою Карпат, мистецтвом гуцулів. Пізніше між Г. Хоткевичем і К. Станіславським почалося листування про можливість постановки п'єси «Довбуш» на сцені Московського художнього академічного театру. К. Станіславський вирішив запросити в Москву Г. Хоткевича для оформлення вистави, але Перша світова війна перешкодила здійснити цей задум.
У селі побували й відпочивали письменники Ю. Федькович, В. Стефаник, Ольга Кобилянська, Наталя Кобринська, Марко Черемшина, Осип Маковей, Антін Крушельницький, Денис Лукіянович, М. Козоріс, історики М. Драгоманов, І. Крип'якевич, художники Іван Труш, Іван Северин.
У різні часи в селі проводили етнографічні дослідження, записували гуцульський фольклор польські письменники й етнографи Ю. Коженьовський, С. Вітвицький, Станіслав Вінценз, українські фольклорист М. Бучинський, економіст-статистик, етнограф і публіцист В. Навроцький, музикознавець і етнограф К. Квітка, педагог і етнограф В. Шухевич, етнограф, археолог і антрополог Ф. Вовк.

### Перша світова війна та польська окупація
Під час Першої світової війни Криворівня зазнала великих руйнувань, згорів будинок читальні. Майже все доросле чоловіче населення мобілізували до війська.
Весною 1919 року село Криворівню окупували румунські, а влітку цього ж року — польські війська. У ніч з 16 на 17 квітня 1920 року в сусідньому Верхньому Ясенові проти окупантів почалося повстання. Загін селян в кількості 600 чоловік організував оборону села; було зведено барикади з дерева, щоб не допустити ворога. Але повстання придушили. На знак солідарності з повсталими сусіднього села жителі Криворівні бойкотували заходи окупаційних властей, зокрема перепис населення 1921 року, вибори до сейму 1922 року, призов у польську армію. Комісар Криворівні С. Пшибиловський силою заганяв людей на вибори, а на початку 1923 року, щоб примусити молодь вступати до польської армії, викликав у село каральну експедицію, яка ловила призовників й «обграбувала Криворівню до нитки».
1921 року в селі налічувалося 383 двори, проживало 1653 мешканці, з них 1581 українець, 34 поляки і 38 євреїв. Більшість господарств були малоземельними. У 1932 році з 456 господарств 133 мали до 1 га земельних угідь, 177 — від 1 до 5 га, 77 — від 5 до 10 га, 58 — від 10 до 50 га і 11 господарств — понад 50 га. Кращими землями, лісами і пасовищами володіли поміщики Е. Баворовський та С. Пшибиловський.
Як і раніше, селяни займалися вирубкою і сплавом лісу, різними народними промислами, майстри-будівельники виїжджали на заробітки в інші села. Але народні умільці — різьбярі, бондарі, кушнірі, ткачі, вишивальниці, килимарниці, писанкарі, музиканти не мали змоги розвивати свої здібності. Селяни жили в маленьких курних хатах без підлоги, з малими вікнами. Тут же тримали ягнят, телят, свиней, курей. За даними 1934 року, з 447 хат 29,9 % були курні.
Селяни часто терпіли від стихійного лиха, голоду. У 1927 році під час повені було змито сім хат, загинуло шість осіб. 1932 року в селі був великий голод, про який повідомляла тогочасна преса. «Нова зоря» (28 лютого 1932 року), наводячи факти бідування селян, назвала прізвище селянки Г. Іванійчук, яка вже три дні не топила печі і нічого не їла. При тому з нею була маленька дитина. 13 березня 1932 року газета «Неділя» писала про те, що в хаті Ф. Пирчук з голоду вмирають двадцятилітній Микола і його дружина, 85 родин села їдять лише раз на добу.
28 лютого 1923 року газета «Громадський вісник» писала, що в Криворівні та інших селах від тифу гинуло щоденно по 8—10 чоловік. Епідемія тифу тривала півтора місяця, однак жодного разу в село не з'явився повітовий лікар. Факти смертних випадків через відсутність медичної допомоги наводила газета «Голос Покуття». 26 лютого 1935 року вона писала, що в Криворівні померла під час пологів А. Кіцяк, чоловік якої не зміг найняти лікаря через високу плату.
У Криворівні працювала лише однокласна школа. У 1926 році з 147 дітей шкільного віку її відвідувало тільки 82. Ні бібліотеки, ні клубу в той час не було.
До десятиріччя з дня смерті І. Франка за ініціативою В. Якіб'юка гуцули скликали мітинг, який став святом. На скелі над Черемошем було встановлено меморіальну плиту з написом: «В честь Іванові Франкові. Гуцульщина 1916—1926 рр.».

### Друга світова війна та УРСР
У вересні 1939 року Криворівню разом зі всією Західною Україною приєднано до УРСР.
29 червня 1941 року німецькі війська зайшли в Криворівню. 151 жителя села відправили на роботи до Німеччини.
8 квітня 1944 року радянські війська зайняли Криворівню, та через 10 днів під натиском німецької армії відступили. Повторно радянська армія зайшла в село 18 вересня 1944 року.
В той же час в селі активно діяла УПА. Протягом короткого часу в Криворівні були вбиті 30 присланих комуністів та їх місцевих прихильників. Органами НКВС було репресовано багато жителів села, яких звинувачували у співпраці з УПА. Зокрема була вислана до Казахстану майбутня письменниця, філософ, художниця Параска Плитка-Горицвіт.
У травні 1953 року в сусідньому селі Верхньому Ясенові організували сільськогосподарську артіль «Перше травня», куди записали і мешканців Криворівні. Першим головою колгоспу селяни обрали М. В. Джеголяка, який доклав багато зусиль для зміцнення колективного господарства. З 1963 року колгосп має назву «Радянська Верховина». Основна галузь виробництва — тваринництво, переважно вівчарство. З 4 усуспільнених корів і 30 овець, які на початку заснування артілі розміщались у дворах мешканців, тваринницька ферма у 1969 році збільшилася до 730 голів великої рогатої худоби; 3400 овець, 67 коней.
В 1969 році колгоспові належало 3047 га сільськогосподарських угідь, з них 120 га орної землі, 1952 га сіножатей, 935 га пасовищ, 6090 га лісів і чагарників. В 1969 році колгоспний автопарк налічував 12 автомашин, 5 тракторів, чимало причіпного інвентаря, 4 агрегати для стрижки овець.
У післявоєнний час селяни звели 206 будинків, переважно 2—3-кімнатних, з просторими скляними верандами, з великими вікнами.
З 1947 року в селі працював медпункт, у 1960 році відкрито другий медпункт і пологовий будинок.
Великою культурною подією для трудящих Криворівні і району було відкриття в 1953 році літературно-меморіального музею І. Франка в хаті, де жив письменник. До 1966 року музеєм завідувала дружина Г. Хоткевича —Платоніда Володимирівна.
Кожної весни в селі відбуваються урочисті проводи тваринників на високогірні пасовища-полонини, які стали традиційним святом.
12 червня 2020 року, відповідно до Розпорядження Кабінету Міністрів України  № 714-р «Про визначення адміністративних центрів та затвердження територій територіальних громад Івано-Франківської області», увійшло до складу Верховинської селищної громади.
19 липня 2020 року, в результаті адміністративно-територіальної реформи та ліквідації Верховинського району, село увійшло до складу новоутвореного Верховинського району.

## Населення
Згідно з переписом УРСР 1989 року чисельність наявного населення села становила 1468 осіб, з яких 680 чоловіків та 788 жінок.
За переписом населення України 2001 року в селі мешкали 1498 особи.

### Мова
Розподіл населення за рідною мовою за даними перепису 2001 року:
| Мова       | Кількість | Відсоток |
| ---------- | --------- | -------- |
| українська | 1497      | 99.93%   |
| російська  | 1         | 0.07%    |
| Усього     | 1498      | 100%     |

## Пам'ятки природи
На північ від села на автодорозі Верховина — Косів є мальовничий Буковецький перевал (810 м), наподалік від якого розташовані пам'ятки природи: скелі «Писаний Камінь» і «Скельний коридор Довбушанки». При західній частині села розташоване заповідне урочище «Заріччя».
На південь від села розташована гора Варатин (1038 м), на північ — хребет Ігрець.

## Пам'ятки архітектури
- Церква Різдва Пресвятої Богородиці побудована в 1719 р. та дзвіниця (1718 р.). Належить громаді ПЦУ Верховинського деканату Коломийської єпархії. Пам'ятка архітектури № 1149/1. Дерев'яна, з розписами темперою XIX ст.[7] Найдовершеніша споруда в гуцульській школі народної архітектури. У Храмі віднайшли фрагмент розписів початку XVIII ст. Це ікона Ісуса Христа. На ній він зображений, як цар, пророк-вчитель, який своєю правою ногою наступає на голову символічно зображеного диявола. Ікона досить добре збереглася. а все через те, що приблизно 200 років тому її прикрили іконостасом, який був встановлений у середині вівтаря[8];

- гуцульська ґражда-музей;

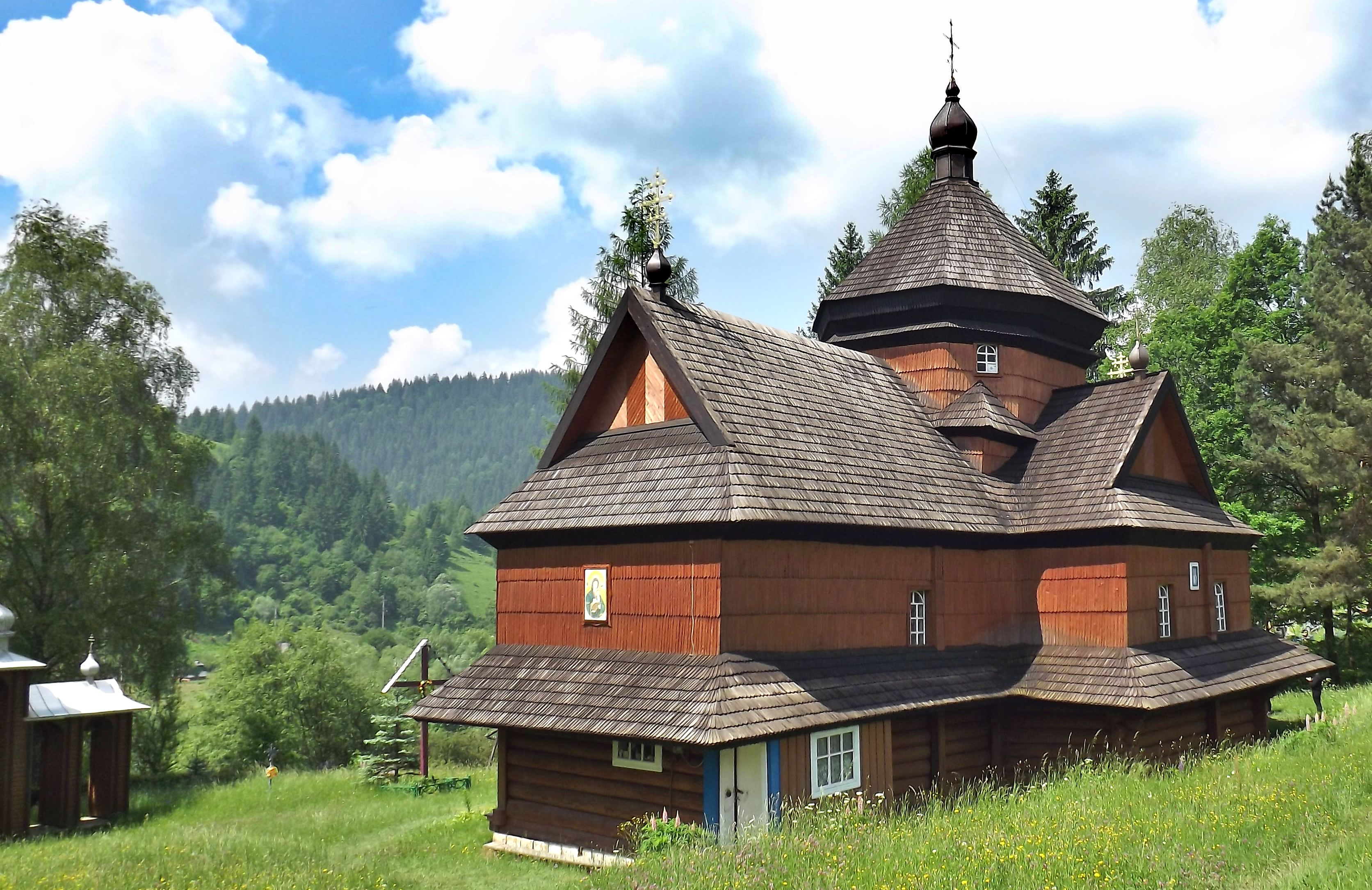
Церква в Криворівні

Церковна Дзвіниця в Криворівні

- музеї Івана Франка (з 1953 р.);

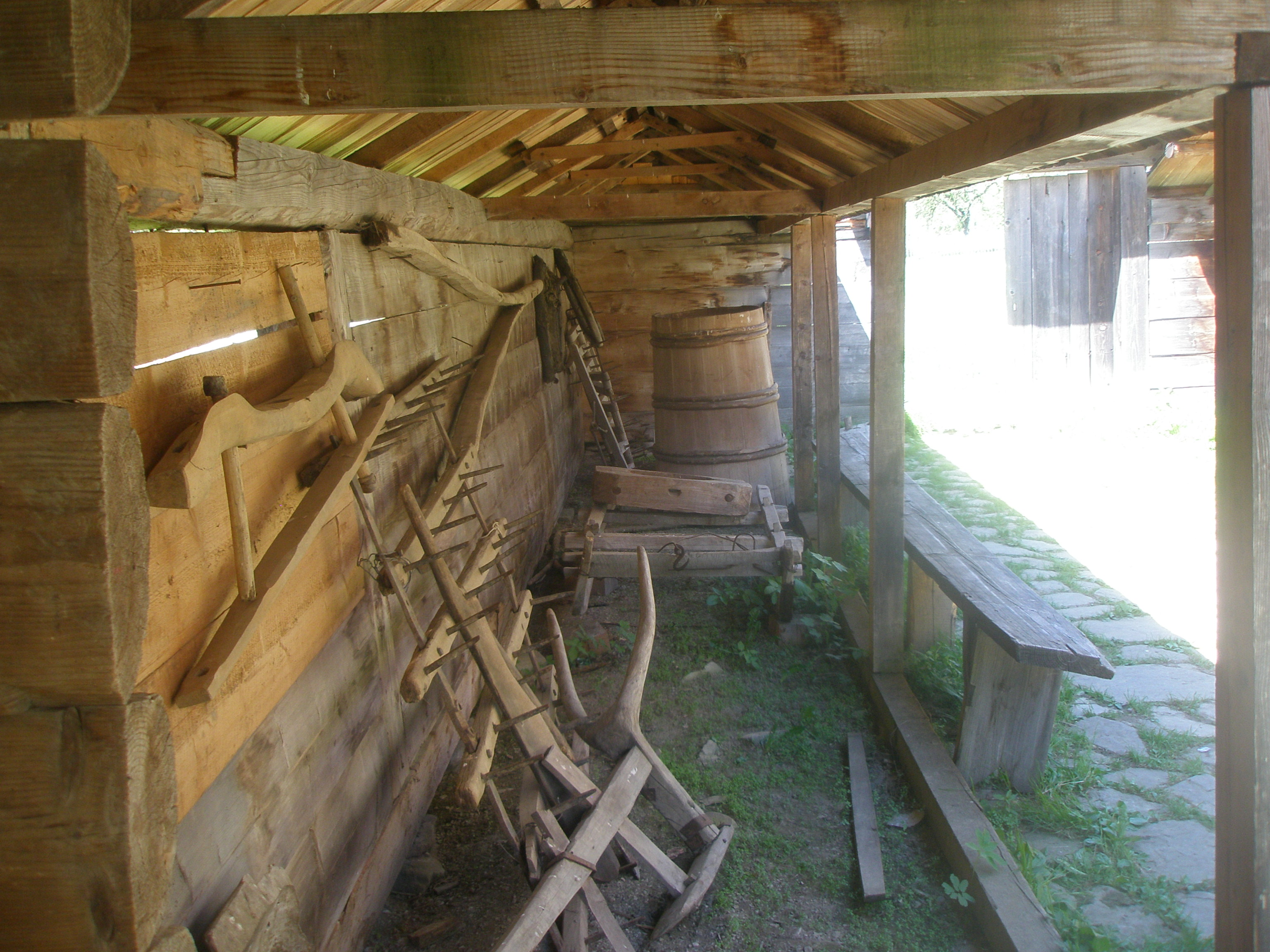
У хатинці-гражді від Параджанова

- музей Михайла Грушевського;
- хата-музей Плитки-Горицвіт.

## Музеї
У селі Криворівня діє сім музеїв (стан 2019 року):
- Літературно-меморіальний музей Івана Франка (Криворівня);
- Музей-садиба Михайла Грушевського;
- Музей «Хата-ґражда» гуцульської господарки;
- Етнографічний музей старожитностей Гуцульщини (Криворівня);
- Музей Параски Плитки-Горицвіт;
- Музей «Дідова Аптека»;
- Музей села Криворівня (в приміщенні школи).

## Священники
- о. Григорій Кропивницький (1775—1800);

- о. Петро Павлович (1800—1817);

- о. Михайло Волянський (1817—1818);

- о. Андрій Бурачинський — народився 1793 р.. Дружина — Текля Павлович (нар. 1800 пом. 1867). 1818 народилася дочка Марта Бурачинська (Антонович) (пом. 6 березня 1890). 1818 посвята у духовний сан священника: 1822 народився син Діонізій Бурачинський (пом. 1 квітня 1884). 1824 народилася дочка Марія Бурачинська (Головацька) дружина о.Якова Головацького. 1826 народилася дочка Анна Бурачинська (Терлецька) (пом. 1880). 1828 народився син Тит Бурачинський (пом. 2 грудня 1897). 1830 народилася дочка Магдалина Бурачинська (Кобринська) (пом. 1866); з 1818 до 1871 парох с. Криворівня. 1838 народився син Йосип Бурачинський (пом. 12 грудня 1903). 1841 народилася дочка Палагія Бурачинська (Майковська). 1850 народився син Олексій Бурачинський (пом. 1897). 10 вересея 1863 народився син Андрій Бурачинський (пом. 10 березня 1941). Помер 7 січня 1871 р. с. Криворівня.

- о. Омелян Головацький (1858—1864);

- о. Йосиф Бурачинський — народився 1838 р.. Батько — о. Андрій Бурачинський (нар. 1793 пом. 7 січня 1871 р.). Мати — Текля Павлович (нар. 1800 пом. 1867 р.). Дружина — Зеновія Навроцька (Бурачинська) (нар. 1843 пом. 1909.). 1860 народилася дочка в с. Криворівня, Кекилія Бурачинська (Куровець) (пом. 1924). 1862 посвята у духовний сан священника. 1865 народилася дочка Марія Бурачинська (Волянська) (пом. 1935). З 1871 до 1893 парох с. Криворівня. 1875 народився син Ераст Бурачинський (пом. 14 жовтня 1942). 21 серпня 1877 народився син Осип Бурачинський (пом. 29 лютого 1948). 5 січня 1880 народився син Євген-Тит Бурачинський (пом. 23 червня 1968). З 1893 до 1903 парох с. Княждвір, Коломийський повіт. Помер 12 грудня 1903 року в селі Княждвір, Коломийський повіт;

- о. Олекса Волянський народився 7 жовтня 1862 р. в с. Звиняч Чортківського району на Тернопільщині. Ще з дитячих років присвятив своє життя служінню Богові. Його батько, дід і прадід також були священниками, а далекі предки походили з с. Волі Самбірського району на Львівщині, через що, мабуть, і носили таке прізвище. У 1886 році Олекса взяв собі за дружину Марію Бурачинську нар. 1865 р. пом. 1935 р. з с. Криворівні де батько дружини, о. Йосиф Бурачинський, був парохом.У 1893 році батько о. Йосиф перейшов на служіння в с. Княждвір, і настоятелем а Криворівні стає о. Олекса Волянський.

Служив у Криворівні тридцять років 1893—1923 рр.
Невдовзі після одруження в сім'ї Волянських народжується дочка Володимира, через деякий час — син Роман та найменша дочка Кикемія.
За час служіння в Криворівні в о. Волянського з візитами побували багато видатних особистостей, а саме: І.Франко, М. Коцюбинський, Л.Українка, О.Кобилянська, В.Стефаник, Г.Хоткевич, О.Олесь, А.Крушельницький, О.Маковей, художники І.Труш, І.Северин, М.Жук, Ф.Красовський, літературознавець М.Могилянський та інші.
У резиденції в Криворівні отець Олекса мав багату бібліотеку й архів. Бути б їм національним багатством України, якби не перша світова війна. Російські офіцери все спалили, у тому числі й листи Івана Франка до Олекси Волянського. Решта реліквій догоріла вже разом з резиденцією в Соколівці від тих самих рук.
Перша світова розкидала родину священника по світах. З утворенням ЗУНР о. Волянський активно включився в процес державотворення. Дочка Володимира опинилась у Відні, син Роман загинув невідомо де і коли, а дочка Кикемія виїхала на Волинь з учительською місією УСС.
У лютому 1923 року о. Олексу переведено на парафію до Соколівки, де служив до кінця свого життя.
У с. Соколівці о. Волянський виховував трьох своїх онуків, дітей Кикелії. Поховав дружину Марію (1935 р.), а також зятя Мар'яна Гардецького (1938 р.). З наближенням фронту, з почуттям невимовного болю відправив всю родину Кикелії в еміграцію, а сам зі словами «Добрий пастор отари не покидає в час небезпеки!» залишився в Соколівці.
У Соколівці ще живуть люди, що пам'ятають отця Олексу. Розповідають, що це був пастир строгий, ревний у вірі й вимогливий до парафіян. Мав могутній голос, і його проповідь з амвона було добре чутно й надворі за сотню метрів від церкви. Якщо хтось під час літургії поводився неуважно, священник міг випровадити його з храму. Відданість справі віри, вихована ним у Соколівчан, відіграла, мабуть, вирішальну роль у тому, що навіть у часи найбільшого розгулу безбожництва церква в Соколівці не була закрита ні на один день…
2 березня 1947 року о. Олекса спочив у хаті Ярослава Стефурака і був похований поруч з дружиною Марією на цвинтарі в Соколівці.
Священник Олекса Волянський запалив у тисячах душ любов до України, сприяв зростанню національної свідомості, вихованню патріотичних почуттів, розвиткові національної культури в умовах історичного зламу епох. Життя цієї благородної людини часто було дуже важким. Щастя не завжди посміхалося о. Олексі. Та все ж таки він добився своєї мети у житті — зробив чимало добрих справ і подарував щастя людям, тому його пам'ятають і люблять люди й сьогодні.
Восени 2004 р. на церкві у Криворівні відкрито меморіальну дошку пам'яті о. Олекси Волянського;
- о. Михайло Березюк (1923-25, 1927-29, 1931, 1935);

- о. Юліан Гранківський (*1887 р.- + 30 січня 1967 р. с.Тучапи) (1923—1927);

- о. Конрад Лагола (1926—1927);

- о. Степан Гунчак (1929—1931);

- о. Іван Амброзяк — (1931—1934) народився 8 лютого 1884 р. в с. Тисменичани Надвірнянського повіту Станіславської обл. Рукоположений в сан священника 10 березня 1912 р. єпископом Станіславівським Григорієм Хомишиним;

- о. Лука Дзьоба (1935—1950);

- о. Михаїл Митропула (1950—1961);

- о. Мирон Сас-Жураківський (*1934 р. — +2014 р.) (1961—1964) з яким на початку 1960-х рр. служив дияконом церковний і громадський діяч Василь Романюк — майбутній Патріарх Київський і всієї Руси-України Володимир;

- о. Василь Юрчак (1964—1975);

- о. Дмитро Патарак (1975—1980);

- о. Мирослав Вінтоняк (1980—1981);

- о. Микола Щербатюк (1981—1984);

- о. Богдан Волочій (1984—1986);

- о. Нестор Дзюбак (1986—1989);

- о. Василь Юрів (1989—1990);

- о. Василь Качур — (26 жовтня 1966 р. с. Братківці) Настоятель с. Криворівня 1990—1995 рр. Із 1995—2010 рр. настоятель с. Красилівка. Із 2010 р. настоятель с. Чорнолізці;

- о. Іван Рибарук — Настоятель с. Криворівня із 1995 р.

## Відомі люди

### Народилися
- Бурачинський Андрій — полковник, військовий лікар-дерматовенеролог, керівник медичної служби УГА;
- Бурачинський Ераст — інженер-лісотехнік, політичний та громадський діяч;
- Бурачинський Осип — видатний український галицький правник, посол до Буковинського сейму, державний секретар судівництва ЗУНР;
- Бурачинський Тит-Євген — український медик і громадський діяч;
- Чуперчук Ярослав Маркіянович — український фольклорист, хореограф;
- Якібюк Василь — майстер дереворізьби та мосяжництва;
- Ґардецька Кекилія (1898—1961) — українська письменниця, журналістка, громадська діячка;
- Потяк Микола (1930—2019) — український медик і громадський діяч

### Перебували
- Іван Франко, тут відпочивав. У гості до нього приїздили Леся Українка, Василь Стефаник, Ольга Кобилянська, Осип Маковей. Тут по кілька років жили Михайло Коцюбинський, Гнат Хоткевич, бували Іван Труш, Іван Северин, Володимир Гнатюк, Лесь Курбас, Костянтин Станіславський, Ольга Кніппер-Чехова.
- Іван Миколайчук, Юрій Іллєнко, Сергій Параджанов, Володимир Луговський.

### Працювали та жили
- Парох села, тесть Якова Головацького[9] о. Андрій[10] Бурачинський, батько Марії;
- Параска Плитка-Горицвіт — гуцульська художниця, письменниця, казкарка, народний філософ, фольклористка, етнограф;

## Криворівня в культурі
- Село відоме тим, що тут Сергій Параджанов знімав фільм «Тіні забутих предків». Хата, у якій відбувалися зйомки, нині є музеєм;
- Згадується в народній пісні «Вербовая дощечка»;
- А. Малишко написав поему «Франко в Криворівні»

## Світлини

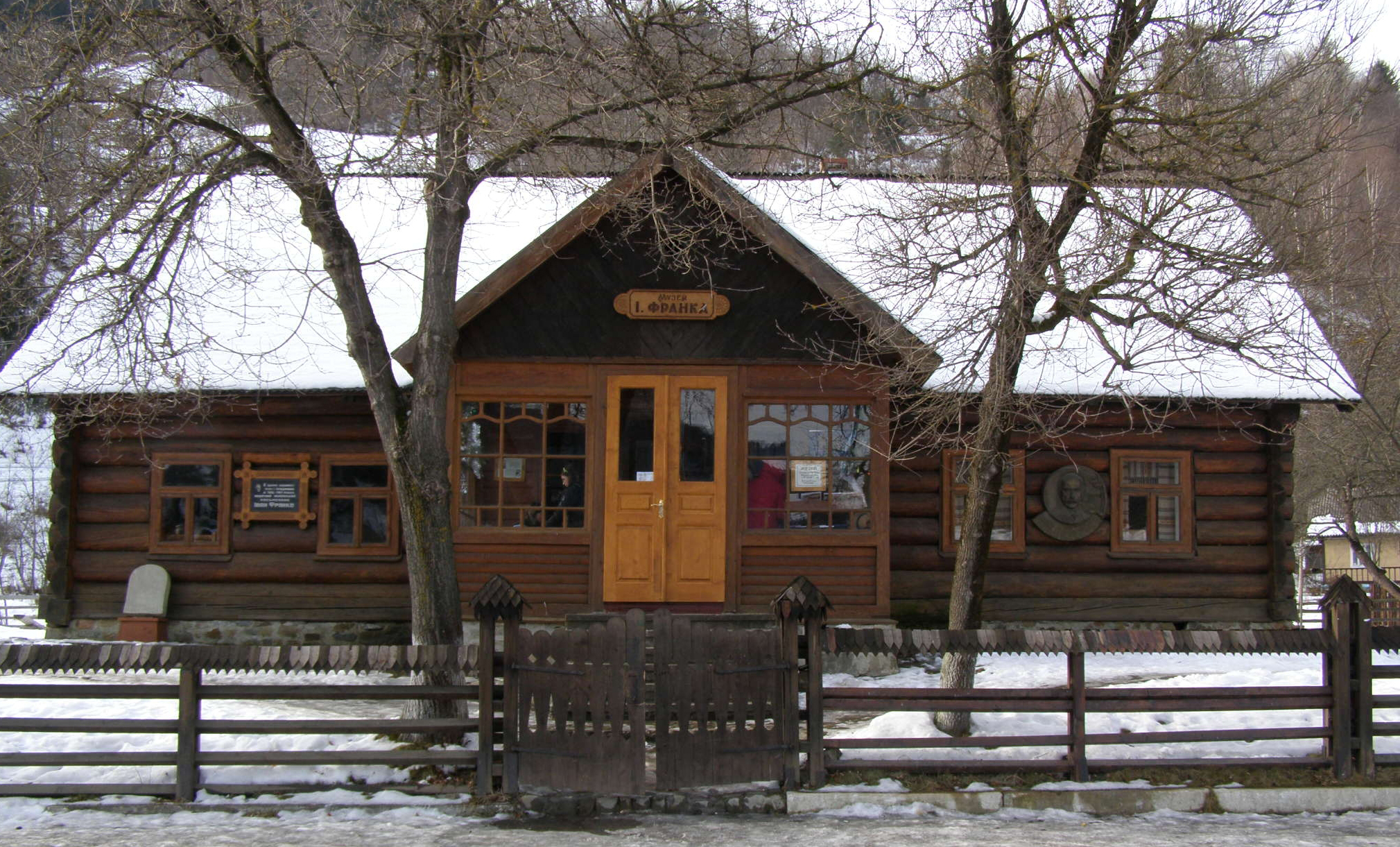
Музей І. Франка в с. Криворівня
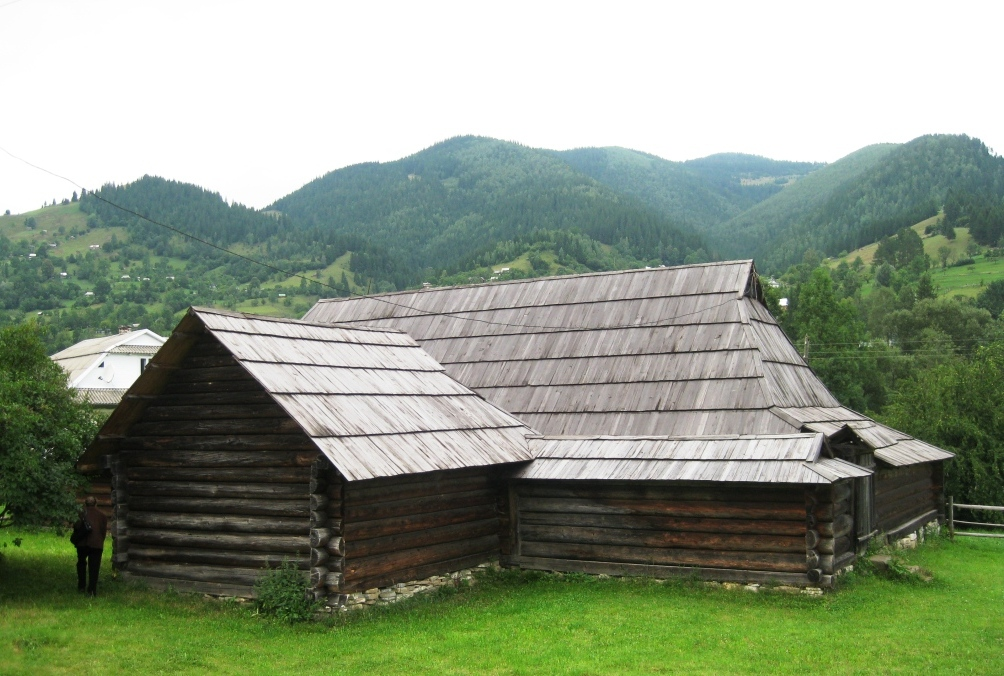
Гуцульська хата-ґражда (музей) — місце зйомок фільму «Тіні забутих предків»
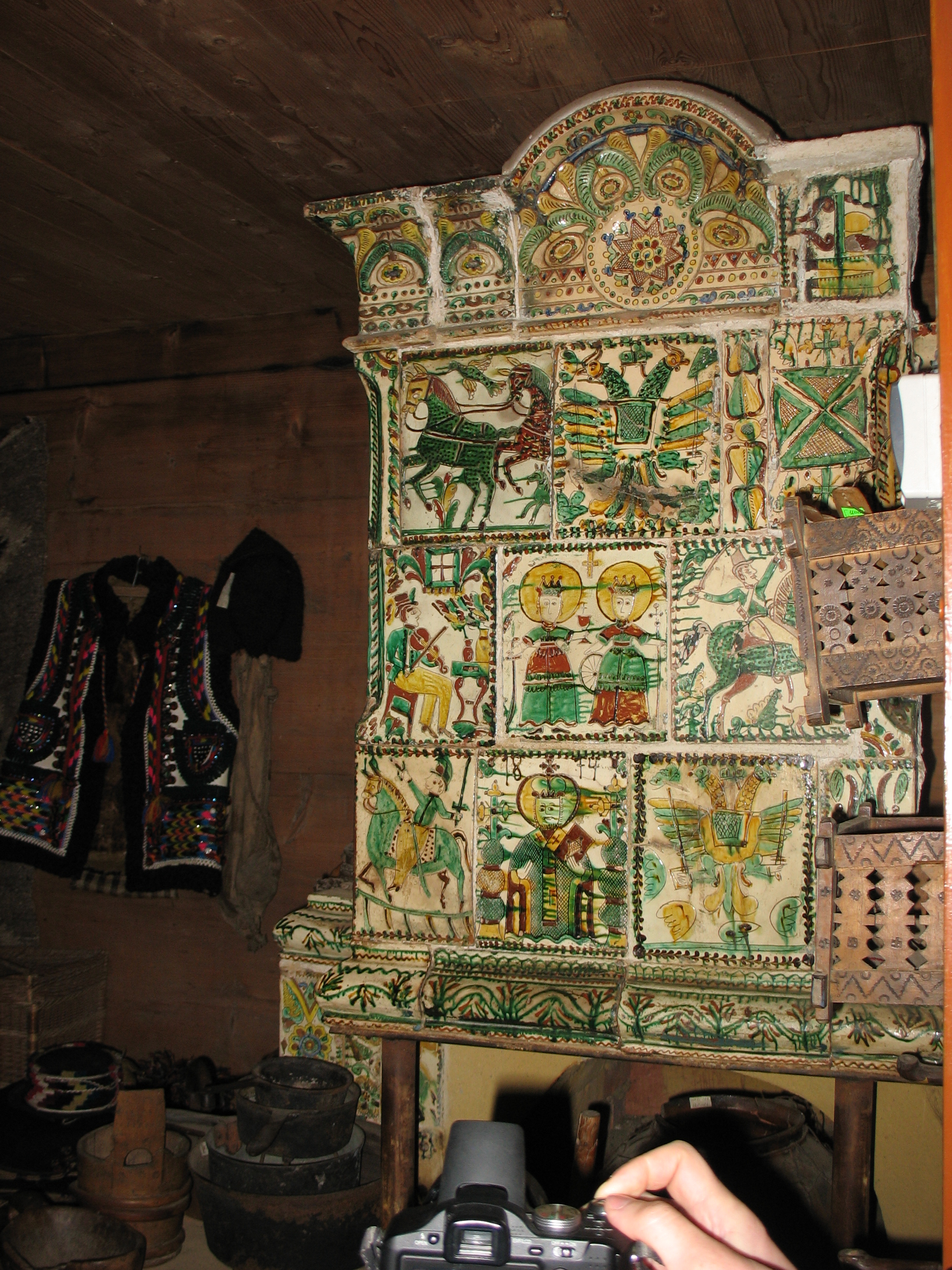
Гуцульська піч, оздоблена кахлями 1874 р. Садиба-музей І.Франка
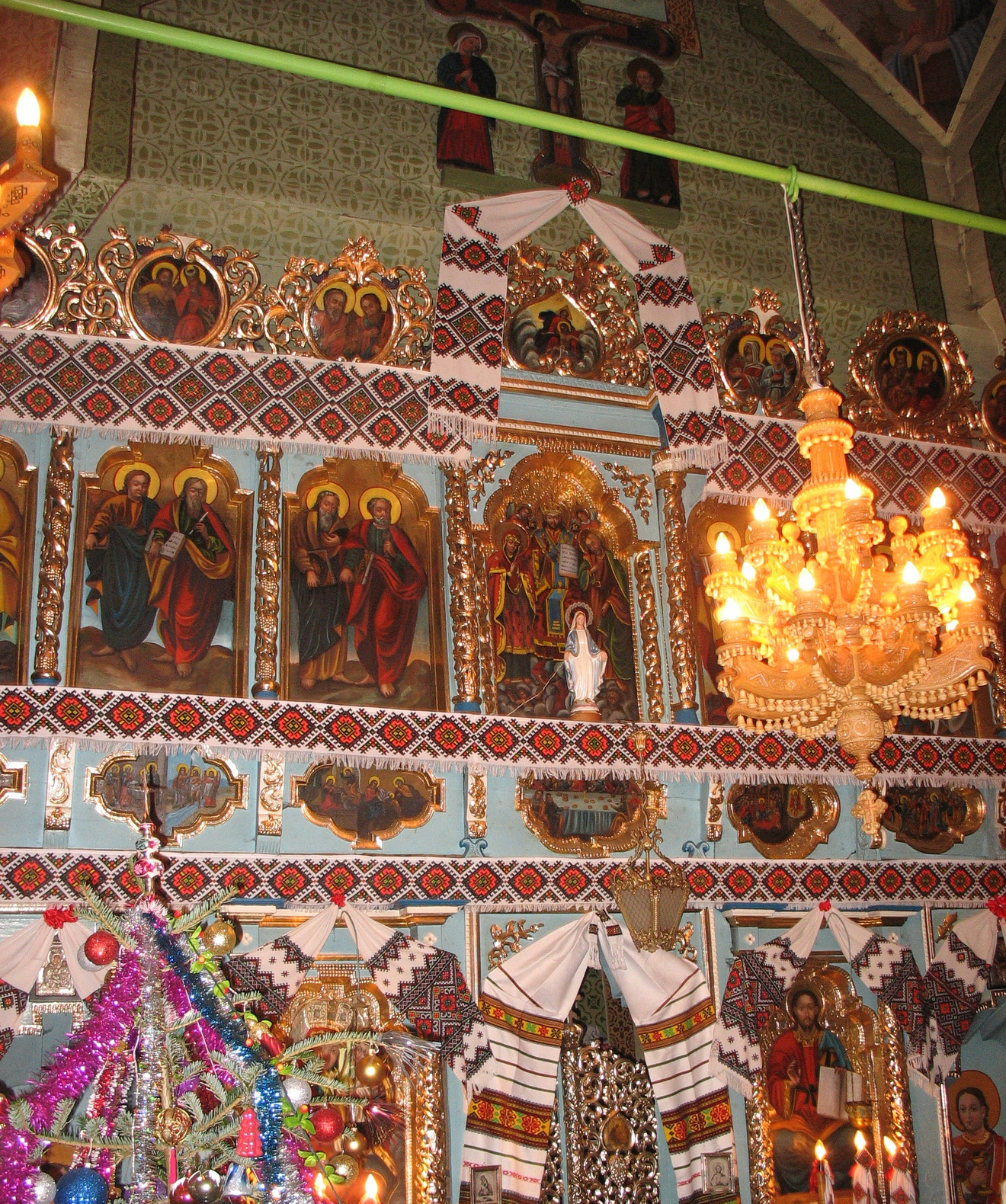
Іконостас церкви Різдва Богородиці та дерев'яне панікадило
Камінь Довбуша в Криворівні
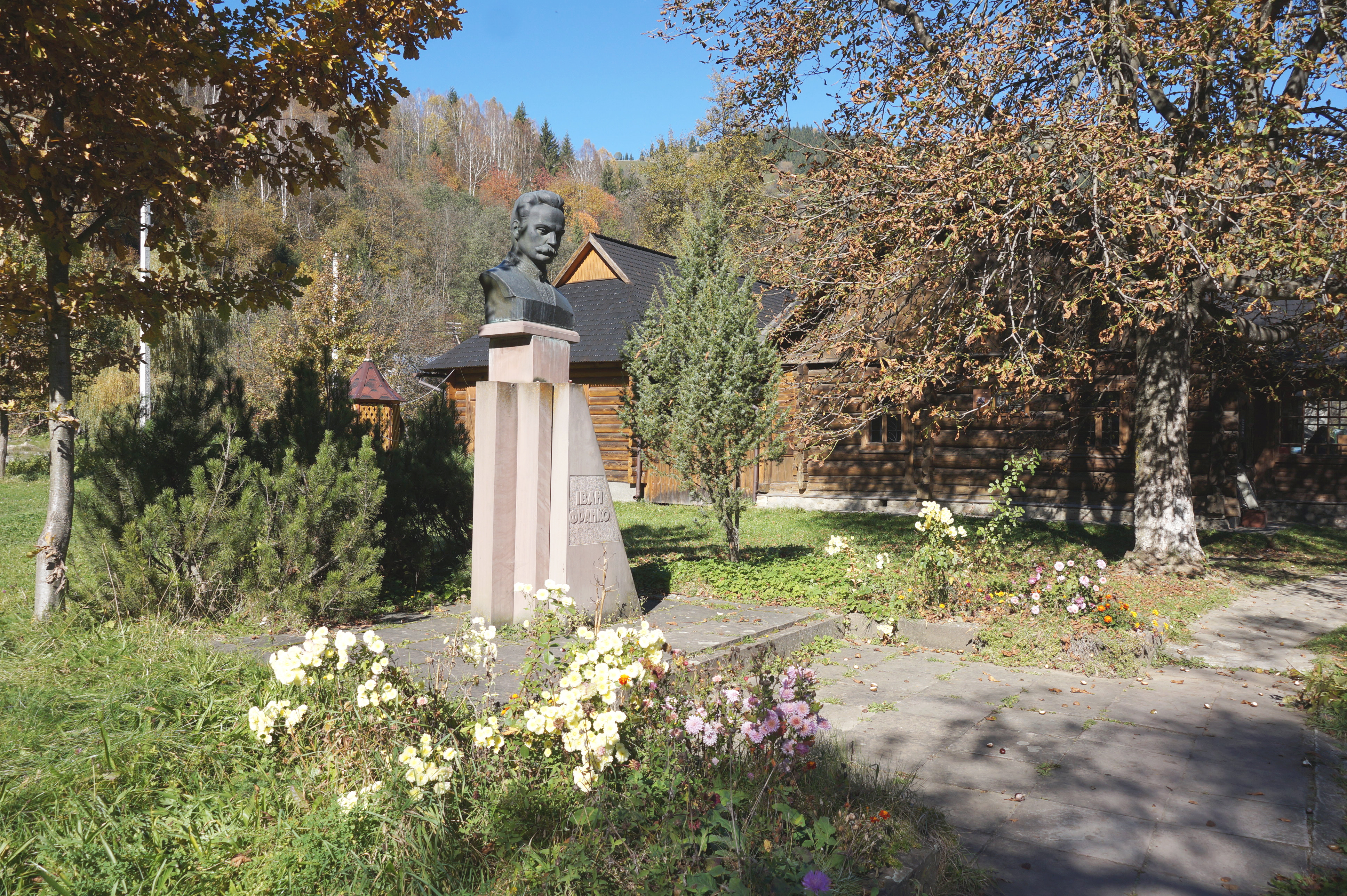
Пам'ятник Івану Франку у Криворівні
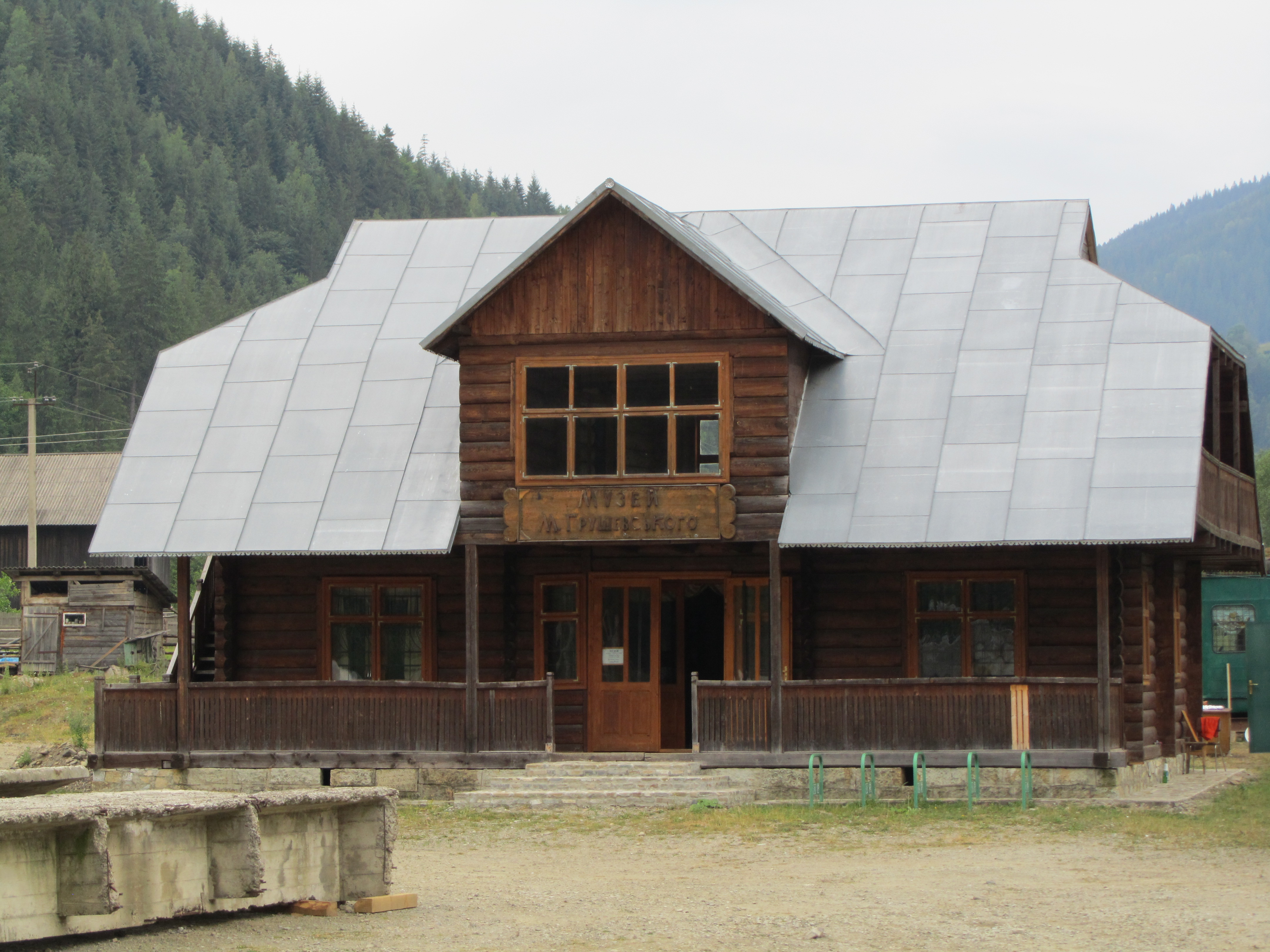
Музей Михайла Грушевського у Криворівні
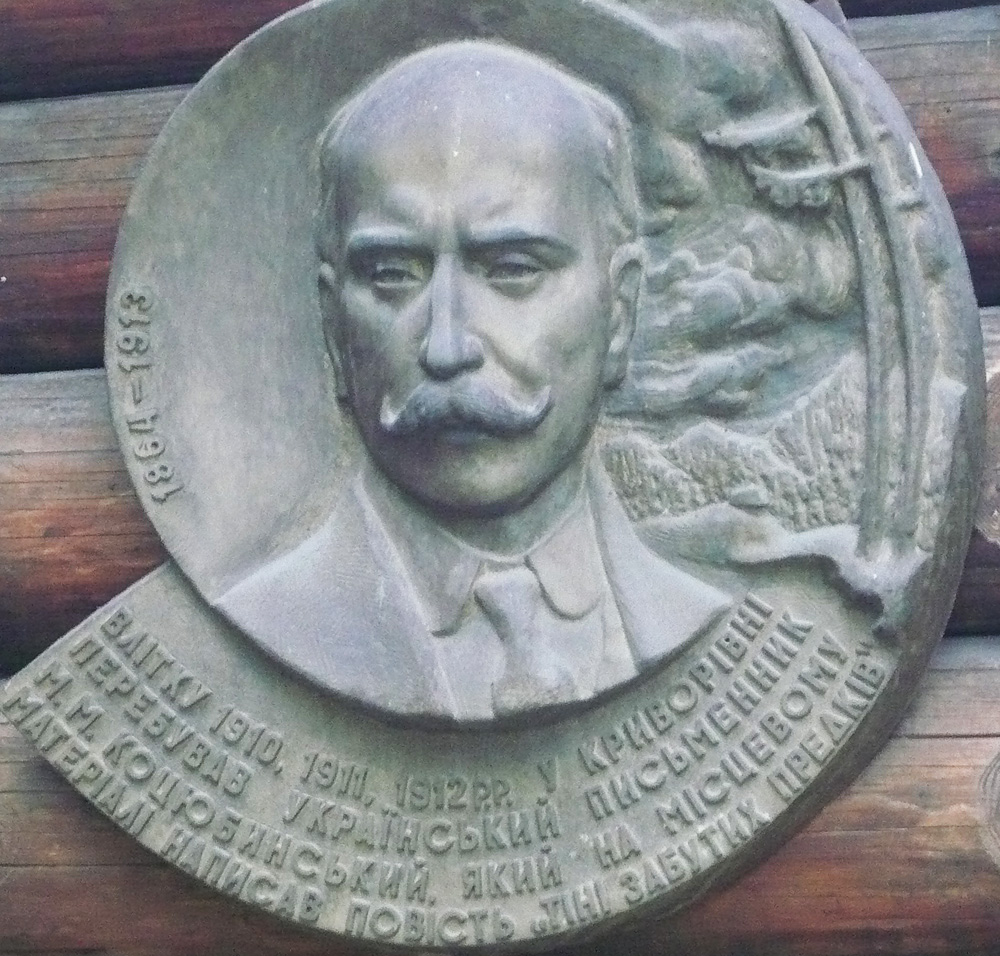
Меморіальна дошка Михайлові Коцюбинському на Музеї І. Франка в с. Криворівня
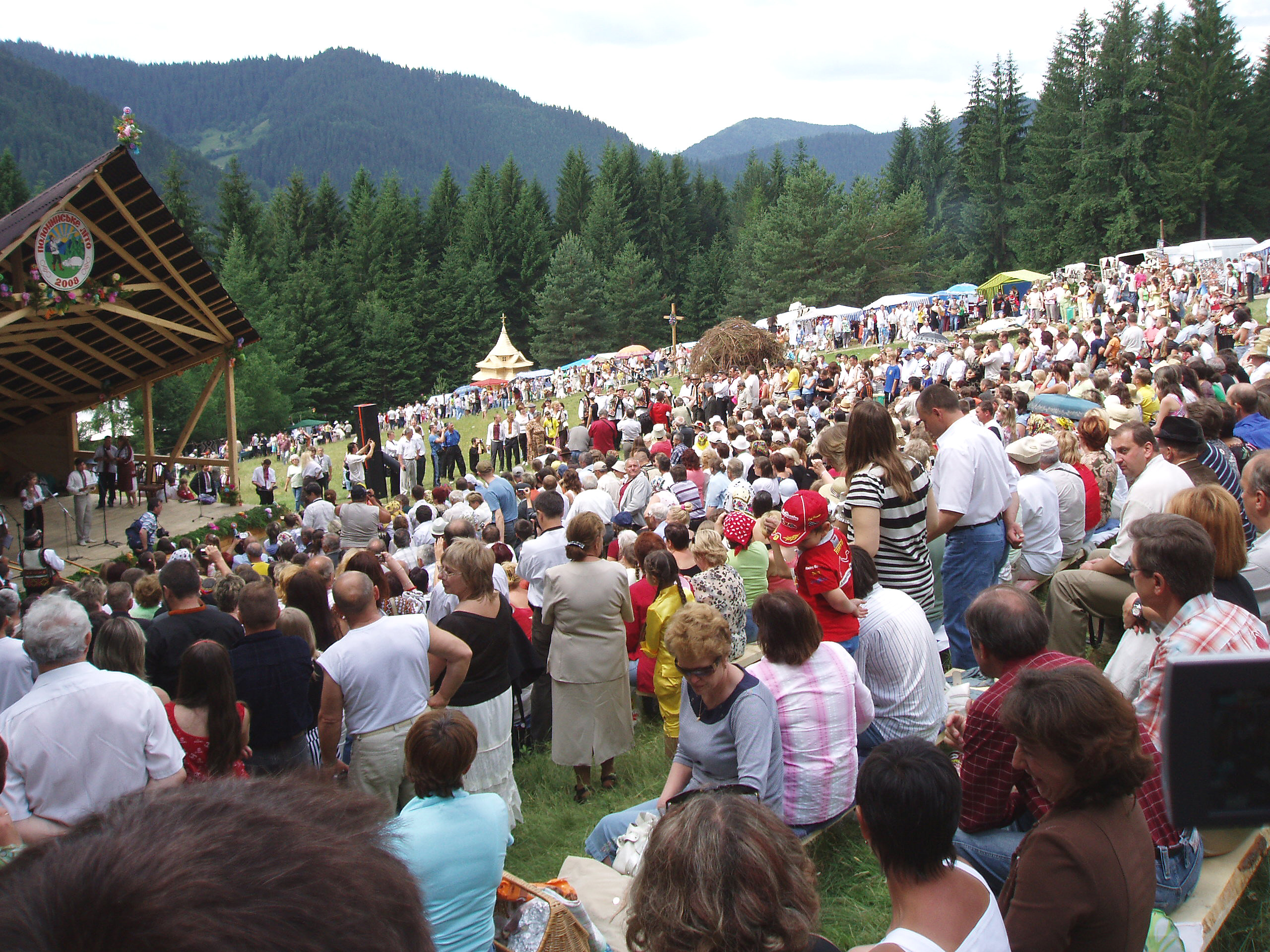
Гуцульський фольклорний фестиваль «Проводи на полонину» 29 червня 2008 року село  Верхній Ясенів
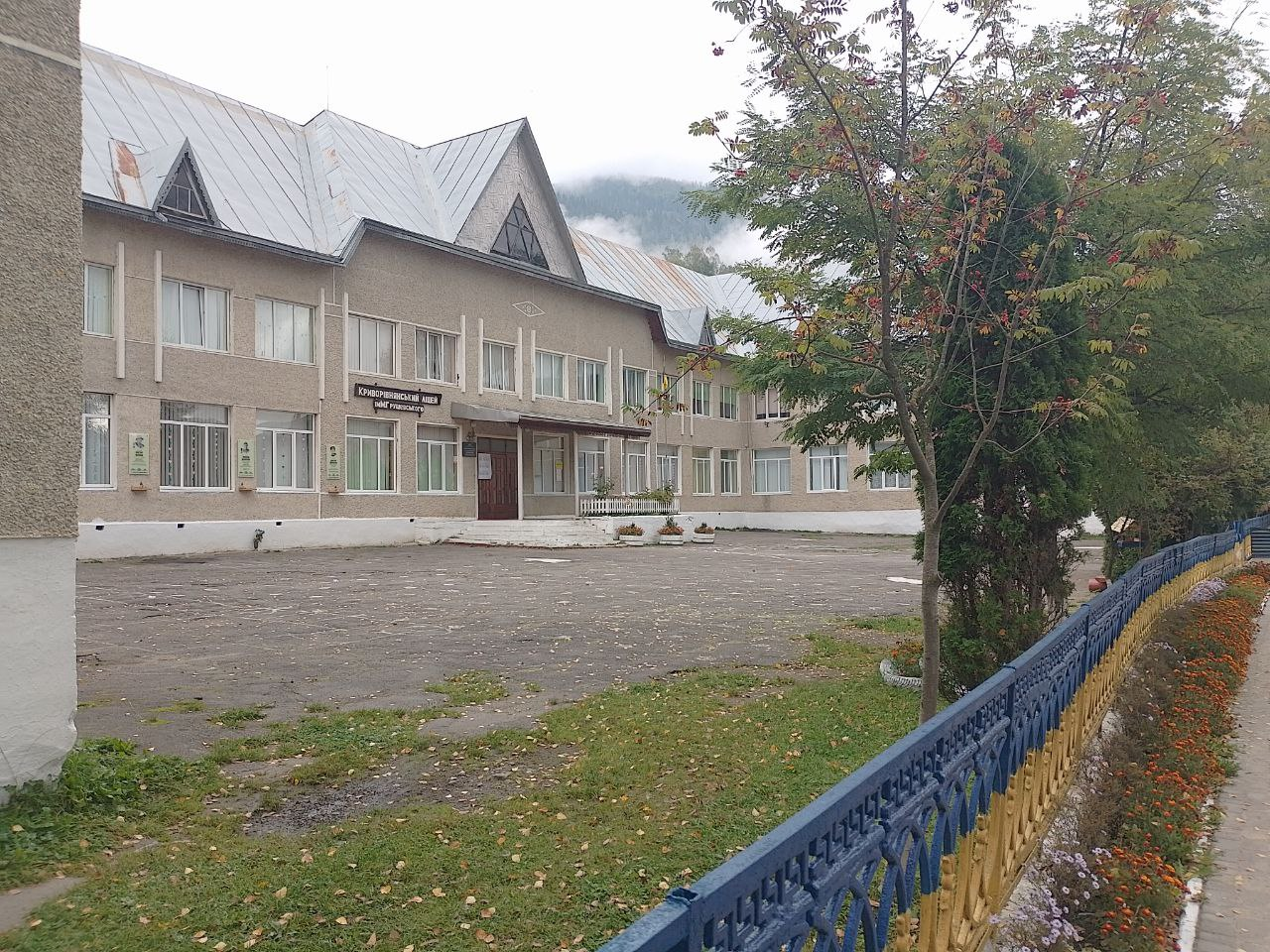
Криворівнянський ліцей ім. М. Грушевського